# Russian Entomological Journal
Russian Entomological Journal – rosyjskie, recenzowane czasopismo naukowe otwartego dostępu publikujące w dziedzinie entomologii.
Czasopismo to wydawane jest przez KMK Scientific Press. Ukazuje się od 1992, przy czym w 1992 było półrocznikiem, w 1993 dwumiesięcznikiem, a od 1994 jest kwartalnikiem. Artykuły są głównie w języku angielskim. Publikuje prace dotyczące morfologii, taksonomii, zoogeografii, biologii ewolucyjnej i biologii rozwoju współczesnych i kopalnych owadów oraz związane z nimi tematy dotyczące ochrony roślin.
W 2017 roku jego wskaźnik cytowań wynosił według Scimago Journal & Country Rank wyniósł 0,264, co dawało 100. pozycję wśród czasopism poświęconych naukom o owadach.